# Chiesa di Sant'Angelo de Siclis
La chiesa di Sant'Angelo de Siclis è un luogo di culto cattolico della città di Catanzaro.

## Storia
Il primo documento storico che cita questa chiesa risale all'anno 1267, in cui il Trinchera pubblica un tabulae nuptiales in greco, dove menziona questo luogo di culto con il titolo di S. Angeli Malfitanorum.
La chiesa adottò tale titolo fino al 1540, come viene documentato dalla Cancelleria Vaticana, anno in cui gli ebrei vennero allontanati da Catanzaro. Da questo periodo gli amalfitani della loro sinagoga di Santo Stefano, convertendola in luogo di culto cristiano e aggiungendo, al titolo originario, la denominazione de Amalphitanis.
Nel XVI secolo, data la scacciata degli ebrei e Catanzaro che attraversa un momento di prosperità economica, le varie colonie di mercanti si spostarono da una zona all'altra della città: la comunità siciliana, inizialmente stabilitasi nella parrocchia di San Nicolao Sicilli, (l'attuale chiesa di San Nicola di Morano), si spostò verso quella di Sant'Angelo.
Dal XVII secolo, la chiesa di Sant'Angelo viene identificata con il titolo di San Michele Arcangelo de Siclis, in quanto divenuta il centro religioso di alcuni mercanti siciliani.
Dopo il terremoto del 1783 la chiesa venne soppressa e, con il Piano Regolatore del 3 gennaio 1799 ordinato dal Marchese di Fuscaldo, ne venne affidata la cura spirituale alla parrocchia di San Giorgio. La chiesa fu riaperta nel XIX secolo dopo la ristrutturazione ad opera della famiglia Marincola.

## Descrizione
La chiesa si presenta ad aula unica, e, come presentano molte altre chiese catanzaresi dello stesso periodo, anch'essa ha delle tracce di un ingresso laterale.
Fino agli anni '80 quando crollò il tetto, la copertura interna era disposta in una controsoffittatura in canne e gesso, mentre oggi dispone di una volta formana con capriate a vista.
All'interno della chiesa è custodita una pala d'altare raffigurante San Michele arcangelo, attribuita al pittore Domenico Antonio Colelli.